# إكليل الغار (مسرحية)
إكليل الغار هي مسرحية بالفصحي للكاتب المصري أسامة عبد الفتاح نور الدين.

## الجوائز
فازت المسرحية بالجائزة الأولى على مستوى الوطن العربي في مسابقة الإبداع الفكري بين الشباب العربي عام 1992 والتي كانت تقام بالاشتراك مع الهئية المصرية العام للكتاب ومركز ابن خلدون للدراسات الإنمائية ومشاركة صاحبة الجائزة الشاعرة الدكتور/ chato.
طبعت المسرحية ونشرت من خلال الهيئة المصرية العامة للكتاب عام1993 تحت رقم إيداع بدار الكتب المصرية 5016/1993 
وتحت الترقيم الدولي ISBN :977-01-3406-6
فاز المؤلف أسامة نور الدين بهذه المسرحية بجائزة أحسن نص مسرحي لؤلف في المهرجان القومي للمسرح المصري في دورته الثانية 2007

## قصة المسرحية
تقع المسرحية في أربعة فصول من الحجم الكبير حيث يقع نص المسرحية في 195 صحفة وتحكي عن الصراع الدامي بين أفراد مجتمع النص على الوصول لإكليل الغار والصولجان في مدينة أونو. والتي يسيطر على مقاليد الأمور فيها الكاهن «هارمن» الذي يترك الحكم للحكام ولكنه يحركهم كيفما شاء. وإن خالفه أحدهم فإنه يقتله كما نراه يفعل مع الحاكم الآبق «تسيجوه». تسعى الأم «باندا» ـ خليلة تسيجوه قديما ـ وابنة الحاكم الراحل جامرا المجيد، إلى استعادة مجدها القديم عم طريق الزج بابنها «إيبور» ـ السكير الرافض لواقعه الخامل ـ إلى مسابقة الموت من أجل الحكم. وتقدم كل التنازلات الممكنة كي تبلغ هذا المأرب. لكن إيبور حين يصل إلى الحكم فإنه يفاجئ الجميع وأولهم أمه بغير ما يشتهون. ويشرع في تشييد وعي جديد وعالم جديد يعلم تمام العلم أن ثمن تحقيقه هو حياته شخصيا. ولكن المهمة تبدو في نظره مستحيلة إلى أن تباغته أحداث لم يضعها في الحسبان؛ مثل ثورة أخيه الأصغر عليه، وتمرده ضد طغيان أخيه. كذلك تبقى «سويدا» عاشقة إيبور المتيمة تسعى لحب حبيبها المهموم بالحكم إلى أن تموت. المسرحية مزيج رائع بين الخيال وبين الإسقاط على الواقع في حالة مسرحية تجسد الهم الأكبر لإنسان العصر وهو: كيف الخلاص؟ وأي طريق هو طريق الرشاد والخروج من دوامة التسلط والقهر والإفراج عن الذات الإنسانية المبدعة.

## أعمال أخرى للكاتب
للكاتب أسامة نور الدين أيضا أعمال عديدة ـ عرضت له مسرحية على مسرح الطليعة المصري عام 2005 هي «ابن سبعة» وله نص مسرحي فائز بالجائزة الأولى مكرر في مسابقة «محمد تيمور المسرحية» هو مسرحية «إجيوس». له أيضا مسرحية (خمر وعسل)، (باهية)، (ثلاثية نبوءة طيبة) ثم مسرحية (إصحى)